# Gioventù di Manhattan
Gioventù di Manhattan è un film del 1930 diretto da Monta Bell. La commedia è tratta dal racconto di Katherine Brush, Young Man of Manhattan.
È il primo lungometraggio a cui partecipò Ginger Rogers, all'epoca diciannovenne.

## Trama
La tensione comincia a scorrere tra una coppia quando la moglie comincia a guadagnare ed avere più successo del marito, ambizioso giornalista sportivo. Fra i due si insinua Puff Randolph, una ragazza emancipata che con le sue avances perseguita il giornalista. La sua battuta "Cigarette me, big boy" divenne un tormentone in America all'uscita del film.